# HAT-P-5b
HAT-P-5b是一个位于天琴座，距离地球约1100光年的系外行星，其母星为HAT-P-5。该行星属于热木星，其轨道距离中央恒星约6.096百万公里，轨道周期为66小时55分25.6秒。该行星的真实质量较之木星大6%，半径比木星大26%，其平均密度小于水，仅为0.66克/立方厘米。巴克斯等人于2007年10月9日发现该行星。